# Arctoa schistioides
Arctoa schistioides là một loài Rêu trong họ Dicranaceae. Loài này được (Broth. ex Iisiba) Iisiba mô tả khoa học đầu tiên năm 1932.